# StepMania
StepMania （简称SM）是一个跨平台的音乐游戏及引擎。最初被开发为科樂美街机系列勁爆熱舞的模拟器，此后进化为支持多种基于节拍的游戏的可扩展的节拍游戏引擎。StepMania是开放源代码的自由软件，在MIT许可证下发布。
电子游戏In the Groove和Pump It Up Pro／Jump 使用StepMania作为游戏引擎。2005年，StepMania在纽约活动影响博物馆的一个游戏展览中展出。

## 开发
StepMania最初被开发为科乐美街机系列劲舞革命（DDR）的模拟器，可以导入DDR PC的文件格式。在前三个大版本中，其接口很大程度基于DDR。最初新版本发行得比较快，2002年3月发行了版本1.64，2002年10月发行版本3.0。版本3.9于2003年开始开发，2005年发行正式版。此后StepMania 4持续开发，经过多个测试版后，于2011年4月推出4.0发行版。一个叫做Spinal Shark Collective的独立开发团队分支了StepMania 4 alpha 5，称之为sm-ssc。2011年5月30日，sm-ssc成为StepMania的官方分支，改名StepMania 5.0。之后版本4.0的代码树被放弃。

## 游戏方式
StepMania的主要游戏模式过程如下：屏幕上的箭头向某个方向滚动，最后会遇到一列一般静止的目标箭头。当它们对齐目标时，玩家要在键盘或跳舞毯上按下相应按键。箭头遇到目标的时刻取决于音乐的节拍。游戏的积分取决于玩家能够多准确地在歌曲节拍的时间点触发箭头。玩家的努力通过字母成绩和量化的分数来评价。AAAA（四A）在标准安装中是最高评价，表明玩家所有的箭头都是在“Marvelous”计时区（在官方设定下是正确时间前后共0.0225秒）触发，避开了所有的炸弹且完成了所有长箭头。不过，一个非官方的补丁提供了“Ridiculous”计时（正确时间前后共0.01125秒，或Marvelous的一半）和最高AAAAA（五A）评价（全Ridiculous），但只适用于版本3.9。评价E表明玩家在生命槽没有清空的情况下没能坚持完成整首歌曲的长度。StepMania的默认积分和成绩等级几乎与劲舞革命完全相同；不过，计时与记分设置可以轻松被修改。
StepMania允许数种不同的输入选项。可以使用连接家用机的外围设备比如PS2和Xbox的控制器或跳舞毯到电脑的专用适配器。或者，键盘也可以通过方向键或其他键来击打节奏。很多专门为键盘设计的谱面无法用跳舞毯来通过。此外，游戏拥有模拟狂热节拍、劲乐团和DJMax的7键模式、Pump It Up和TechnoMotion等其他音乐游戏的能力——不过，记分方式默认还是与DDR相同。

## 特性
- 自定义歌曲（“Stepfiles”），也称“Simfiles”：StepMania允许用户用.ogg、.mp3和.wav格式的歌曲创建自己的谱面。程序包含了一个综合的谱面编辑器来辅助创建这些谱面。尽管有版权问题，还是存在很多用来分享并分发有版权歌曲的谱面的网站。此外，DDR和In The Groove的官方歌曲与谱面通常能找到StepMania版本。
- 背景动画：支持多种在箭头背后的屏幕上动画，包括基于精灵的动画序列、单个全动态视频或多个全动态视频的视觉覆盖，但是如果歌曲有专用的单个视频则不可用。
- 调节器（Mods）：通过影响箭头的运动方式来增大或减小难度的视觉调节器。StepMania包括了多种劲舞革命特有的调节器，也有大量额外的StepMania专用调节器。
- 多种箭头类型：

- 炸弹（DDR X中的“Shock”箭头）：一个随着箭头移动到屏幕上的物体。如果玩家触发了炸弹，他的生命槽会降低。不过，StepMania的炸弹与DDR X的Shock箭头不同的地方在于后者还会短暂地将后面的箭头变为隐形并打破玩家的连击。这类箭头最初在基于StepMania的街机游戏In The Groove上开发出来，随着开发的进行被移植到StepMania。有数个此类物体的变种，以不同的方式影响记分。
- 长箭头（或定身箭头）：一种需要玩家在持续时间内将脚或手指保持按在对应踏板/按键上的长箭头。
- 滚动箭头：一种需要通过快速连打来保持的特殊长箭头。这类箭头最初在In The Groove的续作——In The Groove 2上被开发出来，并被移植到StepMania 4.0的开发版本中。
- 升起箭头：一种需要让按键或踏板在箭头通过前按下，与目标箭头重叠时松开的特殊箭头（默认为灰色）。它与其他箭头不同的地方在于按下的时机不重要，重要的是松开的时机。

- 多种游戏类型，包括对Pump It Up、ParaParaParadise和EZ2Dancer等其他音乐游戏的部分模拟。
- 实时歌词：将歌曲随附的歌词数据显示在目标箭头的对侧。
- 自定义主题：用户可以为StepMania创建自己的皮肤。StepMania的主题可以简单地替换图像，也可以通过它的Lua后端来实施巨大的改变。
- 跳舞角色：通过预设的动作在背景上跳舞的二维和三维模型。
- 无限拍速：最初是3.9系列的bug，后来被官方加入StepMania 4。利用它可以通过设置负拍速以在谱面中创建“瞬间转移”。
- 网络游戏：支持基于游戏大厅的在线游戏，称为“StepMania Online”。通常用户连接到以“StepMania Online”[3]为中心的服务器。网络游戏目前只在StepMania 3.95、4和5中可用。所有玩家必须预先下载房主指定的歌曲才能进行游戏。

## 可用性

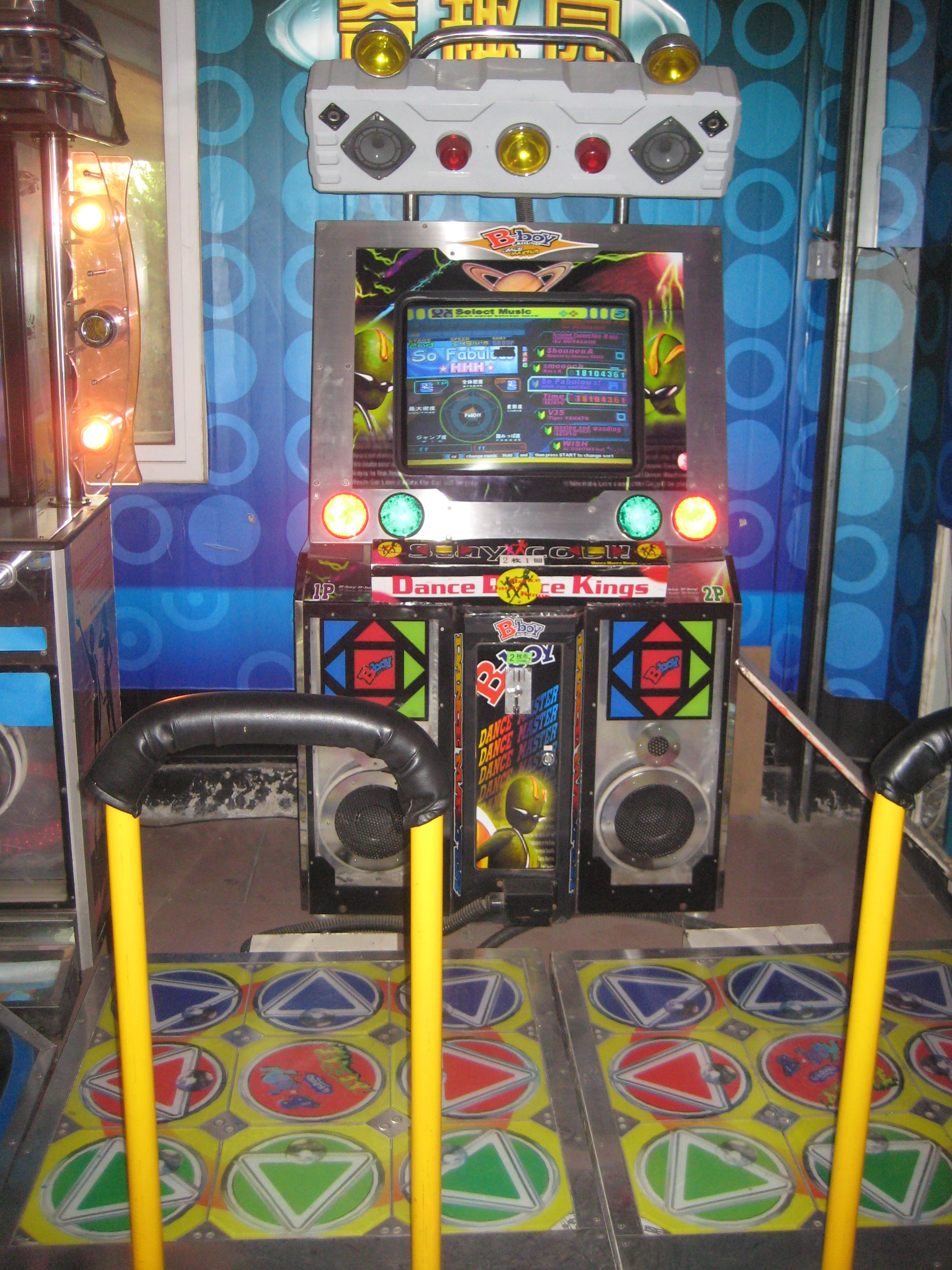
一个中国游乐场中的基于StepMania的街机

StepMania可运行于常用的桌面操作系统（Microsoft Windows 98/Me/2000/XP/Vista/7/8、GNU/Linux、FreeBSD、OS X），也被用于各种自由软件和专有软件的基本引擎。它也被移植到包括Xbox、iPod（运行Linux）和手机上。StepMania 3.9或更老的版本在2012年时已经停止了对Windows 8或更新版本的Windows支持。

### 在产品中的使用
由于其开放的性质，有数个基于StepMania的商业游戏被发行：
- In The Groove（ITG）是一个由StepMania核心开发者开发的街机跳舞游戏系列，基于StepMania的3.9和CVS（也称3.95）版。为了避免未经授权的复制，StepMania被用一个更宽容的许可证（在全体编码者的同意下从GNU通用公共许可证更改为MIT許可證，作为交换，他们的名字出现在ITG的工作人员名单中）重新授权，在发布衍生作品时不需要源代码，从而允许ITG的Copy Control保持专有和闭源。

- Pump It Up Pro是一个由ITG开发者和音乐家们领衔开发的Pump It Up系列衍生产品。该游戏使用StepMania 4作为引擎，也导致StepMania自身Pump支持的改进。

- Pump It Up Infinity是Pump It Up的另一个衍生产品，主要面向北美听众。与Pro系列不同，它被韩国Andamiro公司直接管理。该游戏基于StepMania 5。

- Mungyodance 是一个类似In The Groove和劲舞革命的音乐游戏，但它的美术、主题和音乐很大程度受拟人化动物的影响。该游戏有3部作品和网络发行版，高度迎合了獸迷的需求。

## StepMix
StepMania开发者为谱面编写者举办了StepMix比赛，以创建大量可在StepMania游玩的谱面。StepMix 1、2、3和4已成功举办，但是StepMix 5于中途夭折。参赛者需要准备一首用于谱面的歌曲。歌曲必须在用于分发的许可证下并符合StepMix参赛条件，否则参赛者将被自动淘汰。此外，如果参赛者使用的图像被发现是从另一位画家处复制并未经授权使用（在StepMix 2发生过一次），参赛者将被淘汰。